# Andrew J. Feustel
Andrew J. Feustel, Andrew Jay Feustel, född 25 augusti 1965 är en amerikansk astronaut uttagen i astronautgrupp 18 den 27 juli 2000.

## Rymdfärder
- Atlantis - STS-125 sista servicefärden till rymdteleskopet Hubble.
- Endeavour - STS-134
- Sojuz MS-08, Expedition 55/56